# Judith Gautier
Judith Gautier (25 d'agost de 1846, París – 26 de desembre de 1917, Dinard-Saint-Enogat), fou una escriptora francesa.

## Biografia
És filla de Théophile Gautier i la cantant italiana Ernesta Grisi. La seva educació va estar envoltada de l'ambient artístic de la segona meitat del segle xix francès. Coneix la vida íntima dels grans escriptors de la seva època com Gérard de Nerval, Baudelaire, Flaubert, els Dumas, els Goncourt i Bainville i en deixa constància en les seves memòries Souvenirs d'une parisienne (Records d'una parisenca). Aquesta obra consta de tres llibres anomenats Le collier des jours ou Souvenirs de ma vie (1902) a on escriu sobre la seva infantesa entre la casa del seu avi i tietes amb l'educació d'una escola de monges a París i, posteriorment, a casa dels seus pares amb una vida intel·lectual desordenada, però absorbent per una nena intel·ligent que aprendrà ball, astronomia, música, llengua xinesa envoltada dels amics de Théophile i rep d'ells la seva formació literària; el segon llibre es diu Le second rang du collier ou Souvenirs littéraires (1903) a on escriu sobre la vida del seu pare ple d'anècdotes i el seu entorn intel·lectual. En gran entusiasme parla de personalitats franceses en el món de la literatura i la política com Gustave Doré, Puvis de Chavanne, Théodore de Banville, José María de Heredía, Alexandre Dumas pare, Victor Hugo, Madame Sabatier, etc.; el tercer llibre anomenat Le troisième rang du collier (1909) és la descripció del seu viatge a Tribschen a on vivia Richard Wagner amb Còsima Liszt. La seva casa de Neuilly hi ha contínuament tertúlies, espectacles, dansa i festes variades envoltada per artistes, literats, periodistes, músic, pintors i escultors. El seu pare acull a un xinès indigent a casa que aporta a Judith el seu coneixement de la cultura oriental i es va especialitzar en l'art oriental.
Amb el pseudònim de Judith Walter publica l'any 1867 Le llivre de jade (El llibre de jade) que és una antologia de poemes xinesos de totes les èpoques, traduïdes o inspiració de les poesies originals. La majoria de les poesies són del segle viii, dinastia Ming, encara que n'hi ha de més antigues. Alguns d'aquests poetes són Li-Tai-Pe, Tou-Fu, i la poetessa Li-y-Hane del segle xi. Amb aquesta obra arriba a Europa la poesia exòtica oriental d'una simplicitat refinada a l'hora d'expressar els sentiments. L'any 1870 es casa amb el poeta Catulle Mendès, però aviat se separa. L'any 1869 publica l'obra El drag imperial i l'any 1919 publica Perfums de la Pagoda. Va ser admiradora del músic Richard Wagner i va lluitar per introduir-lo en la societat francesa. Aquest, al mateix temps, es va inspirar en ella.